# カムク・モンゴル
カムク・モンゴル・ウルス(モンゴル語: Хамаг монгол улс，中国語: 蒙兀国，1131年－1206年)とは、チンギス・カン登場以前のモンゴル・ウルスを指す歴史用語である。現代モンゴル語発音でハマグ・モンゴル(Khamag Mongol)とも表記され、直訳すると「全き(あまねき)モンゴル」となる。モンゴル部の指導者であったチンギス・カンの曾祖父カブル・カンによって建国され、モンゴル帝国(イェケ・モンゴル・ウルス)の直接の前身となった。

## 前史

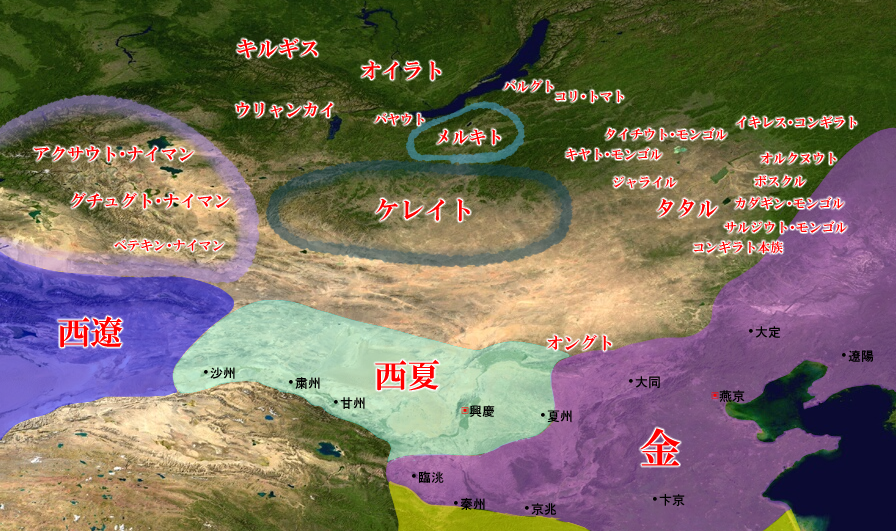
12世紀のモンゴル高原の諸部族

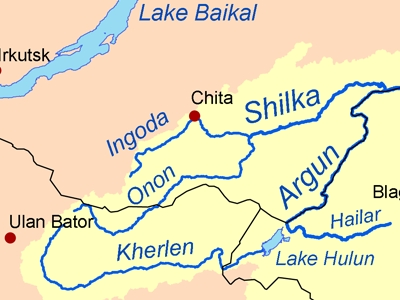
アルグン(エルグネ)河、オノン河、ケルレン河の位置

フラグ・ウルスで編纂された『集史』には「モンゴル」の起源について、「当初モンゴル族はテュルク族との戦いから逃れてエルグネ谷(エルグネ川流域)に住んでいたが、やがて人口が増えてきたのでエルグネ谷を離れて『三河(オノン・ケルレン・トーラ)の源』ブルカン・カルドゥンに移住した」と記している。一方、「モンゴル」が最初に中国の史書に登場するのは唐代のことで、史書は室韋(オトゥズ・タタル/三十姓タタル)の一派、蒙兀室韋が「倶倫湖(フルン湖)」から流れ出る「望建河(エルグネ河)」南岸に居住していたと記しており、モンゴル部の源住地がエルグネ河畔であったと記す『集史』の記述と一致する。
また、エルグネ河流域に居住していた頃のモンゴル部は、考古学上ブルホトイ文化のアルグン類型に分類されるグループであったと推測されており、この「アルグン類型」はブルホトイ文化の中でも最もテュルク系文化＝ウイグル可汗国の影響の及んでいない文化であった。
ブルホトイ文化アルグン類型は11世紀頃よりエルグネ流域からオノン河下流域に影響を与え始め、12世紀初頭にはオノン河上流域にまで拡大した。同じ11世紀にはキタイ人による遼朝がモンゴル高原に進出して拠点を築いており、このようなモンゴル部(ブルホトイ文化アルグン類型)の西進はキタイ人との交渉・交易によってモンゴル社会が発展したためと考えられている。遼代の史料にも、モンゴル人が馬などの革・毛製品をもってキタイ人と交易したことが記録されている。また、遼大康10年（1084年）にはモンゴル人が遼朝に朝貢したことが記録されているが、朝貢を行ったのは「萌古国」と「遠萌古国」の2集団であり、この頃のモンゴル部が未だ政治的に統一されていないことを示唆している。
12世紀中葉には女真人の金朝によって遼朝が打倒され、モンゴル高原の環境は激変した。金朝は遼朝と異なりモンゴル高原の経営よりも中原への進出に積極的であり、そのため遼朝という抑えのなくなったモンゴル部は南下を開始した。考古学的には、この頃ブルホトイ文化アルグン類型がウンドゥグン文化(初期モンゴル文化とも呼ばれる)に変容し、その分布圏をオノン河流域から南方のケルレン・トーラ流域にまで拡大させた。このようなブルホトイ文化アルグン類型＝ウンドゥグン文化の移動と拡大こそが、『集史』の伝える「モンゴルのエルグネ谷から『三河の源』への移住」に相当するものと見られている。
モンゴル部の移住と拡大は周囲の諸部族との軋轢を生み、モンゴル部と周辺の諸部族との抗争は激化し、モンゴル部族社会では優れた軍事的指導者が必要とされるようになった。このような経緯を経て、「モンゴル」は部族的段階から族長を有する首長制段階に移行し、「カン」を戴く(カムク・)モンゴル・ウルスへと変容するに至った。

## カムク・モンゴル史
トンビナイ・セチェンの息子カブル・カンは未発達な状態にあったモンゴル社会を統一して自らを君主とする首長制国家に進展させ、このようなカブル・カンの事跡を『元朝秘史』は「カブル・カンはあまねきモンゴル(カムク・モンゴル)を統べた」と表現している。
モンゴル部の諸氏族を傘下に置いたカブル・カンは大規模な兵力を動員することが可能となり、金朝への侵攻を開始した。南宋との対立も抱える金朝はカブル・カンの侵攻を抑えることができず、連年敗戦を喫した。金皇統7年（1147年）、やむなく金朝はカブル・カンと講和を結び、西平河以北の27城を割譲し、毎年牛・羊・米・荳を与えることを約し、更にカブル・カンを「朦骨(モンゴル)国主」として冊封した。この時、カブル・カンは「祖元皇帝」を自称し、天興と改元したという。
カブル・カンは自らの息子ではなく又従兄弟に当たるアンバガイを後継者とし、カブル・カンの死後にはアンバガイ・カンが即位して「あまねきモンゴル」を統べた。しかし、アンバガイ・カンはタタル部の謀略によって娘が嫁入りするのを送る途上で捕らえられ、金朝に送られてそこで処刑された。これ以後、タタル部はモンゴル部最大の仇敵として抗争を続けることとなる。
アンバガイ・カンの死後、モンゴル部は新たにカブル・カンの息子クトラ・カンをゴルゴナク川原で推戴した。クトラ・カンはカダアン・タイシらと協力してモンゴル部の復権とタタル部の打倒を目指して闘ったが果たせなかった。また、クトラ・カンの治世においてカブル・カンの孫、クトラ・カンの甥に当たるイェスゲイ・バートルはメルキト部に嫁ぐ予定であったホエルンを掠奪し、自らの妻とした。
クトラ・カンの死後、モンゴル社会では有力氏族間の対立が続いたため、遂に「あまねきモンゴル」を統べるカンは選出されなくなった。キヤト氏集団の長であるイェスゲイ・バートルが一時有力となったものの、イェスゲイもまたタタル部の謀略によって毒殺されてしまった。イェスゲイの死によってモンゴル部の内部分裂は決定的となり、アンバガイ・カンを始祖とするタイチウト氏はカブル・カンを始祖とするキヤト氏と袂を分かち、イェスゲイの長子でキヤト氏の長となったテムジンの下からは多くの民が離散した。
後にテムジンが成長しかつて離散したモンゴル部の民を取り戻すと、テムジンはクトラ・カン以来の「あまねきモンゴル」を統治するチンギス・カンとして推戴された。しかしチンギス・カンは旧来の氏族的な紐帯に頼るカムク・モンゴル・ウルスの体制を改革して千人隊を基盤とする新たな統治制度を確立し、こうしてカムク・モンゴル・ウルスはイェケ・モンゴル・ウルス(モンゴル帝国)へと変貌を遂げた。

## 歴代カン
1. カブル・カン
2. アンバガイ・カン
3. クトラ・カン

## 参考資料
- 白石典之『モンゴル帝国史の考古学的研究』同成社、2002年
- 村上正二訳注『モンゴル秘史 1巻』平凡社、1970年